# 구사와촌
구사와촌(草生村)은 미에현 아노군에 있던 촌이다. 현재의 쓰시에 해당한다.

## 역사
- 1889년 4월 1일 - 정촌제 시행에 의해 아노군 구타니촌이 성립하였다.
- 1891년 6월 12일 - 구사와촌으로 개칭되었다.
- 1955년 1월 15일 - 스구리촌, 아노촌, 아케아이촌과 합병해 아노촌이 성립하여,  동일 구사와촌은 폐지되었다.

## 참고문헌
- 가도카와 일본 지명 대사전 24 三重県